# Gare de Gazinet-Cestas
La gare de Gazinet-Cestas est une gare ferroviaire française située sur la commune de Cestas dans le département de la Gironde en région Nouvelle-Aquitaine.
C'est aujourd'hui une gare de la Société nationale des chemins de fer français (SNCF), desservie par des trains express régionaux TER Nouvelle-Aquitaine.

## Situation ferroviaire
Établie à 53 m d'altitude, la gare de Gazinet-Cestas est située au point kilométrique (PK) 13,416 de la ligne de Bordeaux-Saint-Jean à Irun entre les gares ouvertes de Alouette-France et Marcheprime. Les gares de Toctoucau et Pierroton situées entre Gazinet-Cestas et Croix-d'Hins ne sont plus desservies.

## Histoire

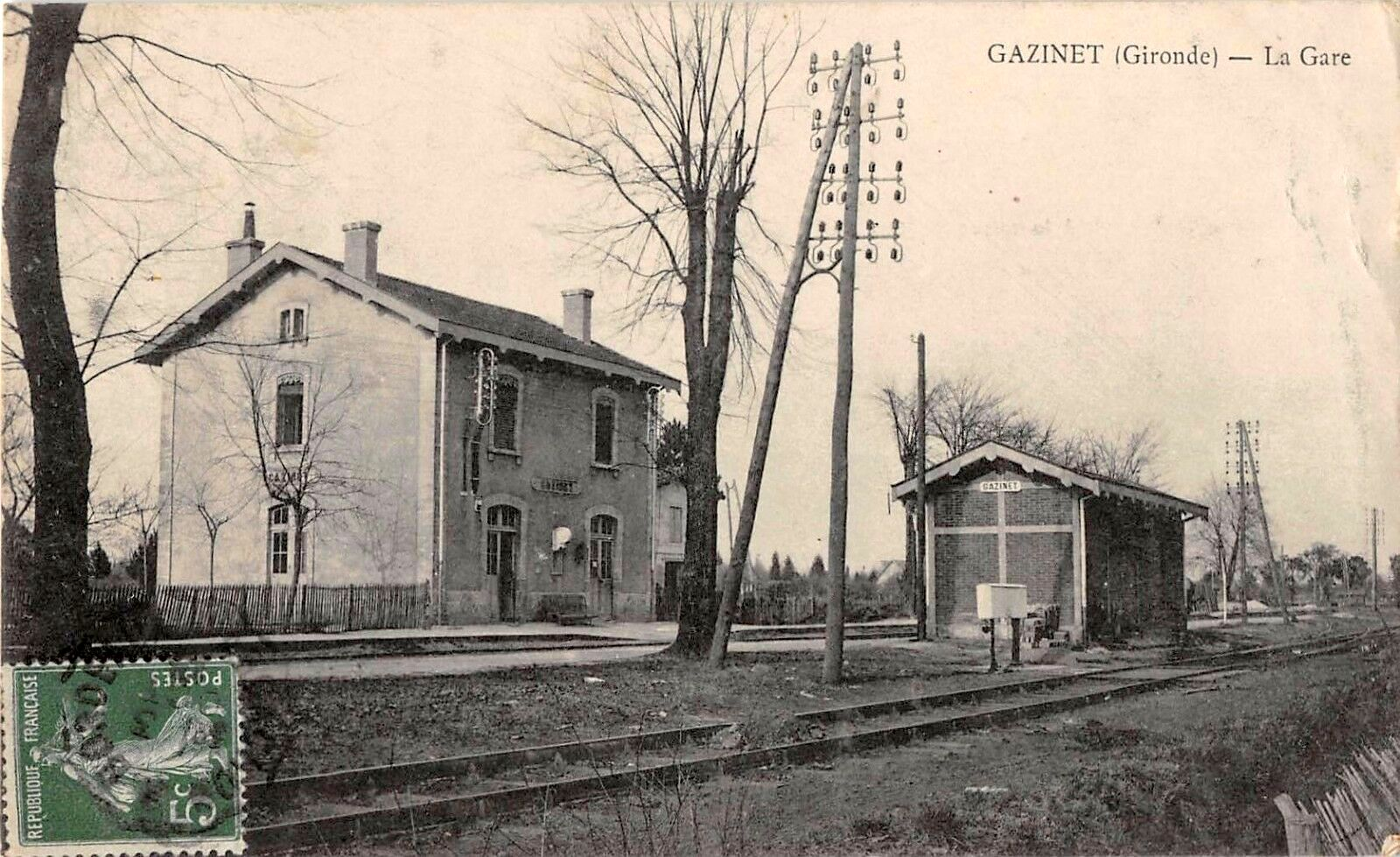
La gare au début du XXe siècle.

Elle a été ouverte le 7 mai 1841 par la Compagnie du chemin de fer de Bordeaux à La Teste pour transporter les troncs de pins exploités aux alentours. Elle s'est ensuite transformée en gare de « tourisme » pour les voyageurs Bordelais qui venaient passer  une journée à la campagne ou se rendaient à Arcachon

## Fréquentation
De 2015 à 2023, selon les estimations de la SNCF, la fréquentation annuelle de la gare s'élève aux nombres indiqués dans le tableau ci-dessous.
| Année                     | 2015    | 2016    | 2017    | 2018    | 2019    | 2020    | 2021    | 2022    | 2023    |
| ------------------------- | ------- | ------- | ------- | ------- | ------- | ------- | ------- | ------- | ------- |
| Voyageurs                 | 302 291 | 289 099 | 313 616 | 322 331 | 367 353 | 242 484 | 308 853 | 391 615 | 413 667 |
| Voyageurs + non voyageurs | 377 864 | 361 374 | 392 020 | 402 913 | 459 191 | 303 105 | 386 067 | 489 519 | 517 084 |

## Service voyageurs

### Accueil
Gare SNCF, elle est équipée d'un bâtiment voyageurs muni de guichets ouverts tous les jours sauf les week-ends, d'automates pour l'achat de titres de transport TER ainsi que d'abris de quais.
Pas accessible aux personnes en situation de handicap. 

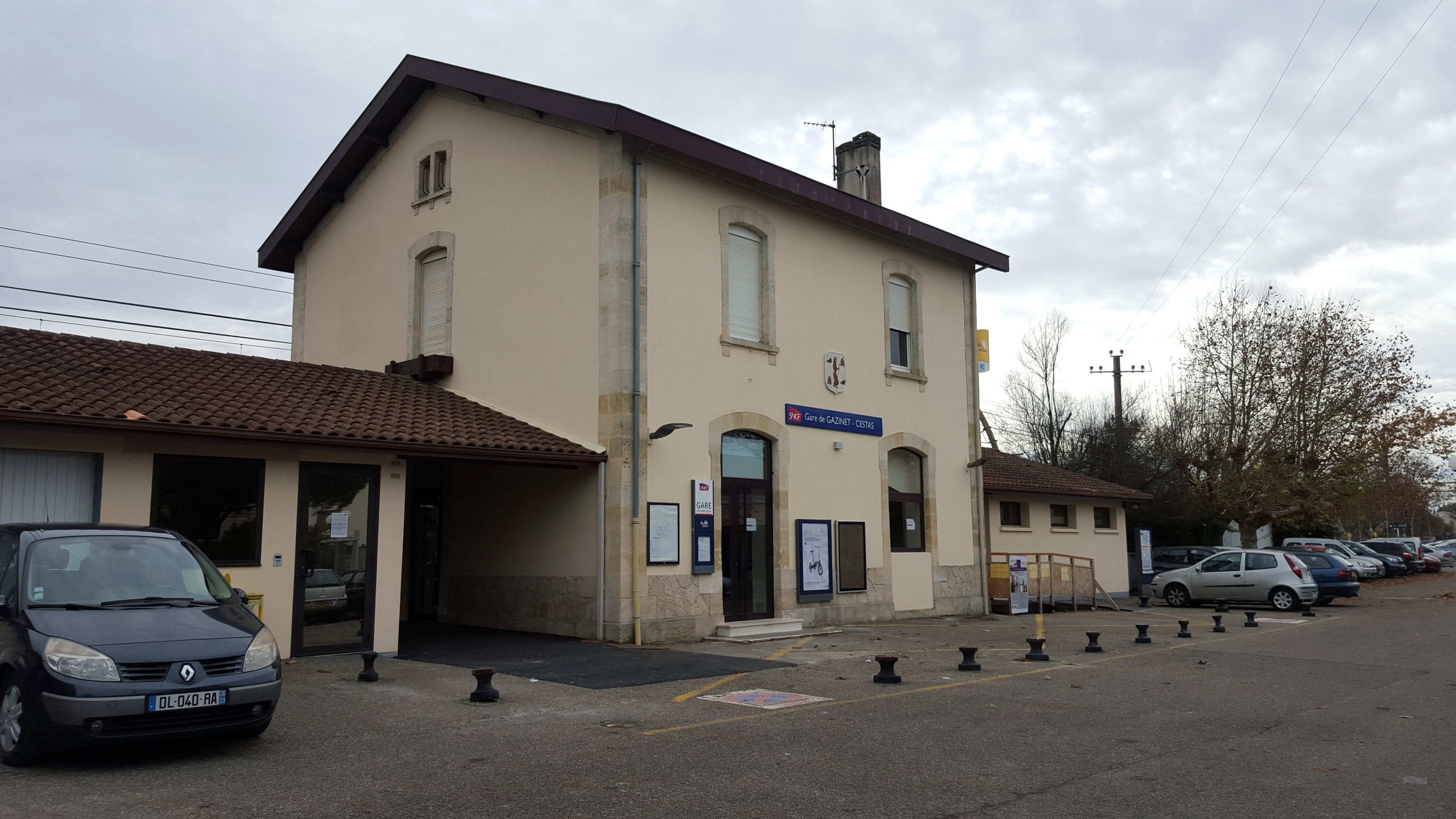
Vue d'ensemble du bâtiment voyageurs.

### Desserte
Gazinet-Cestas est desservie par les trains TER Nouvelle-Aquitaine qui effectuent des missions entre Bordeaux-Saint-Jean et Arcachon.

### Intermodalité
Réseau de bus TBM : ligne 78 de Fontaine d'Arlac à Pessac-Romainville ou Toctoucau.
Réseau de bus Prox'bus : ligne Saint-Jean-d'Illac-Cestas-Canéjan-Pessac